# ریکی (دوره)
ریکی (به ژاپنی: 霊亀 Reiki) نام عصر ژاپنی بود. این عصر بعد از وادو و قبل از یورو قرار داشت و از سپتامبر ۷۱۵ تا نوامبر ۷۱۷ به طول انجامید. در طی این عصر امپراتریس گنشو حکمران ژاپن بود.